# Double Down Live
Double Down Live é um DVD duplo do ZZ Top, com shows de 1980 e 2007-2008. O disco um traz o show gravado no Grugahalle, em Essen, Alemanha para o programa de TV Rockpalast em 1980. O disco dois traz shows durante a turnê européia em 2008, com apresentações e entrevistas de bastidores.

## Lista de faixas

### Disco Um
Todas as faixas por Billy Gibbons, Dusty Hill e Frank Beard exceto onde anotada.
1. "I Thank You"
2. "Waitin' for the Bus" (Billy Gibbons, Dusty Hill)
3. "Jesus Just Left Chicago"
4. "Precious and Grace"
5. "I'm Bad, I'm Nationwide"
6. "Manic Mechanic"
7. "Lowdown in the Street
8. "Heard it on the X"
9. "Fool for Your Stockings"
10. "Nasty Dogs & Funky Kings"
11. "El Diablo"
12. "Cheap Sunglasses"
13. "Arrested for Driving While Blind"
14. "Beer Drinkers & Hell Raisers"
15. "La Grange"
16. "She Loves My Automobile"
17. "Hi Fi Mama"
18. "Dust My Broom" (Elmore James)
19. "Jailhouse Rock" (Jerry Leiber, Mike Stoller)
20. "Tush"
21. "Tube Snake Boogie"
22. "Just Got Paid" (Billy Gibbons, Bill Ham)

### Disco Dois
1. "Got Me Under Pressure"
2. "Waitin' for the Bus" (Billy Gibbons, Dusty Hill)
3. "Jesus Just Left Chicago"
4. "I'm Bad, I'm Nationwide"
5. "Blue Jean Blues"
6. "Heard it on the X"
7. "Just Got Paid" (Billy Gibbons, Bill Ham)
8. "I Need You Tonight"
9. "La Grange"
10. "Hey Joe" (Billy Roberts)
11. "Tush"

## Banda
- Billy Gibbons: Guitarra e vocal
- Dusty Hill: Baixo
- Frank Beard: bateria